# Billy Tauzin
Wilbert Joseph Tauzin II dit Billy Tauzin (/bɪli toʊzɪn/ ; né le 14 juin 1943) est un lobbyiste et homme politique américain. Il a été président directeur général (PDG) de PhRMA, une société pharmaceutique lobbyiste ainsi que membre de la Chambre des représentants des États-Unis de 1980 à 2005 pour le 3e district de Louisiane.

### Articles annexes
- Liste des représentants de Louisiane